# Meral Akşener
Meral Akşener (İzmit, 18 de julio de 1956) es una política, profesora, historiadora y académica turca. Se desempeñó como ministra del Interior y vicepresidenta de la Gran Asamblea Nacional. También fundó y fue líder del Partido Bueno, y fue su candidata en las elecciones presidenciales turcas de 2018.
Akşener ingresó por primera vez al parlamento como diputado del Partido Camino Verdadero (DYP) en las elecciones generales de 1995 y 1999, y se desempeñó como ministra del Interior en el gobierno de coalición establecido por Necmettin Erbakan entre 1996 y 1997. Akşener ingresó al parlamento como diputada del Partido Movimiento Nacionalista (MHP) en las elecciones generales de 2007, 2011 y junio de 2015. Después de las tensiones entre ella y el líder del MHP, Devlet Bahçeli, no fue nominada como diputada para las elecciones generales de noviembre de 2015. En 2016, lideró un grupo de oposición dentro del partido contra Bahçeli. El 25 de octubre de 2017 se separó del MHP y fundó el Partido Bueno, del que fue líder hasta 2024.
Akşener es una figura clave de la oposición en la política turca y los observadores internacionales la han apodado como la "dama de hierro".

## Primeros años de vida
Meral Akşener nació el 18 de julio de 1956, en el barrio Gündoğdu de İzmit, Kocaeli. Su padre Tahir Ömer y su madre Sıddıka son turcos balcánicos de Macedonia y Tracia. Sus padres se encontraban entre los cientos de miles que abandonaron Grecia para reasentarse en Turquía en 1923.
Estudió historia en la Universidad de Estambul y completó sus estudios de posgrado en el Instituto de Ciencias Sociales de la Universidad de Marmara, obteniendo un Ph.D. en Historia. Luego trabajó como profesora en la Universidad Técnica de Yıldız, la Universidad de Kocaeli y la Universidad de Marmara antes de ingresar a la política.

## Entrada en política
El hermano mayor de Meral era presidente de la sucursal de İzmit de MHP, lo que le dio conexiones con políticos de derecha. Akşener renunció a su puesto como jefa de departamento universitario y entró en política con las elecciones municipales de 1994, compitiendo bajo el Partido Camino Verdadero (DYP) como candidata a la alcaldía de Kocaeli. Captando la atención de la presidenta del DYP y futura primera ministra Tansu Çiller, Akşener se convirtió en la presidenta de la rama de mujeres del DYP y entró al parlamento en las elecciones generales de 1995 como diputada del DYP de la provincia de Estambul. Akşener era partidaria de gobernar con el Partido de la Patria, pero Çiller en cambio formó un gobierno de coalición con el Partido Islamista Refah de Necmettin Erbakan.

## Ministerio del Interior
Akşener se convirtió en la primera mujer Ministra del Interior en la historia de Turquía cuando reemplazó a Mehmet Ağar, quien renunció como resultado de su participación en el escándalo Susurluk. Sospechando de su compañero de coalición, respaldó un proyecto de ley rechazado para reemplazar a los alcaldes de Refah que gobernaban en contra de los principios seculares, lo que contribuyó al memorando militar de 1997. El Ministerio del Interior cumplió con las demandas de los militares, pero pronto se vio obligado a dejar el cargo con el colapso del gobierno REFAH-YOL.

## Diputada del MHP
En 1999 fue reelegida al parlamento como diputada de la provincia de Kocaeli. El 4 de julio de 2001, Akşener dejó el DYP por el "ala innovadora" del Refah Partisi, liderado por Abdullah Gül y Recep Tayyip Erdoğan. El ala innovadora pronto fundaría el Partido de la Justicia y el Desarrollo (AKP) el 14 de agosto. Sin embargo, no estaba satisfecha con la continuación de la ideología de la Perspectiva Nacional en el nuevo partido, y se unió al Partido de Acción Nacionalista (MHP) el 3 de noviembre. Inmediatamente se convirtió en asesora principal para asuntos políticos del presidente del MHP, Devlet Bahçeli. Sin embargo, como la mayoría de los partidos establecidos, el MHP fue expulsado del parlamento cuando no pudo superar el umbral del 10% en las elecciones anticipadas de 2002 y Akşener perdió su escaño.
Fue candidata del MHP a la alcaldía de Estambul en las elecciones a la alcaldía de 2004. Más tarde, Akşener se reincorporó al parlamento en 2007 en representación de la provincia de Estambul, y fue elegida vicepresidenta del parlamento junto con Güldal Mumcu, otra mujer política, que se desempeñó como la primera vicepresidenta de Turquía desde 1968. Sirvió en el Grupo de Amistad Interparlamentario Turquía-China del parlamento. Fue reelegida en las elecciones generales de 2011 y junio de 2015. Sin embargo, no fue nominada en las listas del MHP en las elecciones anticipadas de noviembre de 2015.
MHP perdió la mitad de sus diputados en esa elección, y Akşener exigió un congreso extraordinario para destituir a Bahçeli como presidente. El 8 de septiembre de 2016 fue expulsada del MHP y prometió fundar su propio partido político.

## Líder del Partido Bueno
Bajo su liderazgo se fundó el Partido Bueno el 25 de octubre de 2017. En su primer discurso a sus seguidores, Akşener afirmó que creía que la democracia turca está "amenazada" y que el Partido Bueno quiere una sociedad libre y solucionar los problemas del sistema judicial turco. Akşener afirmó además que "los medios no deberían estar bajo presión. La participación democrática, un parlamento fuerte y la voluntad nacional son insustituibles. Democratizaremos la ley de partidos políticos a la luz de los principios democráticos contemporáneos y los criterios de la Comisión de Venecia.”  Aksener dijo que muchos de los que se unen a su movimiento son jóvenes ciudadanos turcos que están "irritados por las restricciones" impuestas por el gobierno a las reuniones públicas, la libertad de expresión y las restricciones impuestas a los medios.
El Partido Bueno solo tenía cinco diputados en su fundación, insuficientes para formar un grupo parlamentario para participar en unas elecciones. Kemal Kılıçdaroğlu, líder del Partido Republicano del Pueblo (CHP), transfirió 15 diputados a su partido para permitirle competir en las elecciones generales de 2018. El 1 de mayo, CHP, İyi y otros partidos minoritarios crearon la Alianza de la Nación como una alianza electoral para desafiar a la Alianza del Pueblo de AKP y MHP. Fue la candidata presidencial del Partido Bueno en las elecciones y recibió el 7,3% de los votos, mientras que su partido capturó 43 escaños.
La Alianza de la Nación se mantuvo para las elecciones locales de 2019. Después de negociaciones entre Akşener y Kılıçdaroğlu, CHP y Partido Bueno acordaron competir en provincias separadas y nominaron a Mansur Yavaş como candidato conjunto para la alcaldía de Ankara. Los dos hicieron campaña juntos durante las elecciones. Si bien el Partido Bueno no ganó ninguna alcaldía, Yavaş ganó Ankara, CHP tomó las ciudades de Estambul, Bolu, Antalya, Mersin, Bilecik, Artvin, Ardahan y Kırşehir de AKP, y el Partido Bueno fue el tercer partido más votado. Akşener condenó la decisión de repetir las elecciones del Municipio Metropolitano de Estambul. Durante el período de la campaña electoral, recorrió todos los distritos de Estambul y apoyó a Ekrem İmamoğlu en su campaña.
Akşener se negó a postularse para presidente en las próximas elecciones presidenciales, y en cambio dijo que se postularía para primer ministro una vez que la oposición pueda devolver a Turquía a un sistema parlamentario .

## Vida personal
Meral Gürer se casó con Tuncer Akşener, ingeniero, en 1980. Su hijo, Fatih Akşener, nació en 1984. Meral Akşener ha sido descrita como una musulmana devota que reza con regularidad. Sus seguidores la conocen como Asena, en honor a la mítica loba.
Apoya a los equipos de fútbol Galatasaray e İzmirspor.